# معسكر مناصرة الديمقراطية (هونغ كونغ)
معسكر مناصرة الديمقراطية، أو معسكر عموم الديمقراطية، يشير إلى تحالف سياسي في هونغ كونغ يدعم زيادة الديمقراطية، لا سيما الاقتراع العام للرئيس التنفيذي والمجلس التشريعي على النحو المنصوص عليه في القانون الأساسي تحت إطار «بلد واحد، نظامان مختلفان».
يعتنق مناصرو الديمقراطية عمومًا القيم الليبرالية مثل سيادة القانون، وحقوق الإنسان، والحريات المدنية، والعدالة الاجتماعية، غير أن أوضاعهم الاقتصادية تختلف. وكثيرًا ما يُوصفون بأنهم «معسكر المعارضة» بسبب موقفهم غير المتعاون والمعادي أحيانًا تجاه منطقة هونغ كونغ الإدارية الخاصة والحكومات المركزية الصينية. يوجد مقابل معسكر مناصرة الديمقراطية المعسكرُ المؤيد لبكين، الذي يُعتبر أعضاؤه مؤيدين لبكين والسلطات في المنطقة الإدارية الخاصة. منذ تسليم السلطة، حصل معسكر مناصرة الديمقراطية على ما يتراوح بين 55 و60 بالمئة من الأصوات في كل الانتخابات، ولكنه أعاد إلى المجلس التشريعي أقل من نصف المقاعد بسبب عناصر الجهاز التشريعي المنتخبة انتخابًا غير مباشر.
ظهر الناشطون المناصرون للديمقراطية من حركات الشباب في سبعينيات القرن العشرين وبدؤوا بالمشاركة في السياسة الانتخابية عندما أدخلت الحكومةُ الاستعمارية الديمقراطيةَ التمثيلية في منتصف الثمانينيات. تضافر مؤيدو الديمقراطية في الضغط من أجل المزيد من الديمقراطية في الفترة الانتقالية وبعد نقل سيادة هونغ كونغ في عام 1997. وأيدوا المزيد من الديمقراطية في الصين واضطلعوا بدور داعم في مظاهرات ساحة تيانانمن عام 1989. تحولت العلاقة بين مناصري الديمقراطية وحكومة بكين إلى علاقة عدائية بعد حملة القمع الدموية التي شنتها بكين على الاحتجاج ونُعت مناصرو الديمقراطية بـ«الخونة». بعد انتخابات المجلس التشريعي في عام 2004، أصبح استعمال المصطلح «معسكر عموم الديمقراطية» (يُختصر في الإنجليزية بـ«بان ديمز») أكثر شيوعًا مع بروز المزيد من الأحزاب والسياسيين المختلفين من أيديولوجيات سياسية مختلفة.
في انتخابات المجلس التشريعي لعام 2016، واجه المخيم التحدي من جانب المحليين الجدد الذين ظهروا بعد ثورة المظلات وركضوا تحت الإيمان بحق تقرير المصير أو استقلال هونغ كونغ. انضم بعض السكان المحليين بعد الانتخابات إلى التجمع المناصر للديمقراطية الذي أعاد تسمية نفسه ليصبح «معسكر مناصرة الديمقراطية». أدى الانقسام داخل المعسكر وفشل ثورة المظلات إلى هزائم متتالية لمؤيدي الديمقراطية في انتخابات عام 2018. بيد أن حركة مناهضة تسليم المدانين إلى الصين في عام 2019 شهدت عودة شعبية المخيم، ما أسهم في تحقيق أكبر انتصار ساحق له في تاريخ هونغ كونغ، إذ سيطر على 17 مجلسًا من مجالس المقاطعات البالغ عددها 18 مجلسًا وزاد عدد مقاعدها ثلاث أضعاف من 124 إلى 388 مقعدًا في انتخابات مجالس المقاطعات لعام 2019.

## الأيديولوجيا
الهدف الرئيسي لمعسكر مناصرة الديمقراطية هو إجراء اقتراع عام للرئيس التنفيذي والمجلس التشريعي على النحو المكفول في المادة 45 والمادة 68 من القانون الأساسي على التوالي. منذ صدور قرار اللجنة الدائمة للمؤتمر الشعبي الوطني في 31 أغسطس عام 2014 الذي يقضي بأن يجري اختيار المرشح التنفيذي الأول من قبل لجنة ترشيح شديدة التقييد، وهو ما اعتُبر خيانة للقيمة الديمقراطية، أثار بعض الديمقراطيين مسألة الحق في تقرير المصير. ومع ذلك، فإن التيار الرئيسي المناصر للديمقراطية ما زال يدعم استقلال هونغ كونغ في ظل إطار «بلد واحد، نظامان مختلفان»، كما وعد بذلك القانون الأساسي.
يعتنق مناصرو الديمقراطية عمومًا القيم الليبرالية مثل سيادة القانون، وحقوق الإنسان، والحريات المدنية، والعدالة الاجتماعية، غير أن أوضاعهم الاقتصادية تختلف. يضع بعض مناصري الديمقراطية أنفسهم في موقف مؤيد أكثر للعمل، مثل رابطة الديمقراطيين الاجتماعيين، وحزب العمال، ومركز خدمة الحي والعمال، بيد أن معظم مناصري الديمقراطية يؤمنون بمجتمع أكثر مساواة. يدعم معسكر مناصرة الديمقراطية بشكل عام الحركة الديمقراطية الصينية، ويمكن تتبع ذلك رجوعًا إلى دعمهم لاحتجاجات تيانانمن في عام 1989. ما فتئ المناصرون للديمقراطية يدعون إلى إنهاء الحكم الحزبي للحزب الشيوعي الصيني ومن ثم فقد اعتُبروا تهديدًا لسلطات بكين. يُنظر إلى دعم المعسكر للديمقراطية الليبرالية على الطريقة الغربية على أنه غير مقبول من جانب حكومة بكين التي يديرها الحزب الشيوعي. في بعض الحالات، اتُّهم ناشطون في حركة عموم الديمقراطية بالخيانة العظمى وبأنهم «خونة لطائفة هان الصينية».
ينقسم مناصرو الديمقراطية أيضًا إلى توجهات مختلفة في تحقيق الديمقراطية: يؤمن الديمقراطيون المعتدلون، الذين يمثلهم الحزب الديمقراطي ورابطة الديمقراطية وسبل معيشة الشعب، بالحوار مع حكومتي بكين وهونغ كونغ حول الصراع، في حين يؤمن الديمقراطيون الراديكاليون مثل رابطة الديمقراطيين الاجتماعيين وقوة الشعب بأفعال الشوارع والحركات الجماهيرية. كانت هناك صراعات وانعدام ثقة بين الفصيلين وانشقاق كبير بعد التصويت على الإصلاح الدستوري في عام 2010، حيث تفاوض الحزب الديمقراطي مع ممثلي بكين وأيد اقتراح الإصلاح المعدل واعتبره الديمقراطيون الراديكاليون خيانة.

## التاريخ

### التطور المبكر
يشمل أعضاء المعسكر اختصاصيين اجتماعيين وناشطين اجتماعيين خرجوا من حركات الشباب في سبعينيات القرن العشرين. جمع العديد منهم أنفسهم تحت اسم «فصيل العمل الاجتماعي»، متنافسين ضد الماويين المؤيدين للشيوعية الذين اختلفوا معهم في مواقفهم القومية المتطرفة والماوية المتطرفة. مع أن «فصيل العمل الاجتماعي» زعم أنه وطني وأطلق حركة الدفاع عن جزر دياويو، فقد كرس نفسه للقضايا الاجتماعية المحلية في هونغ كونغ. لقد ناضلوا من أجل قضايا عدم المساواة الاجتماعية وسبل كسب الرزق، بما في ذلك حركة مكافحة الفساد، وحركة اللغة الصينية، وما إلى ذلك. في أوائل ثمانينيات القرن العشرين، عندما ظهرت مسألة سيادة هونغ كونغ، أيد العديد من هؤلاء إقامة هونغ كونغ ديمقراطية مستقلة تحت السيادة الصينية، ولا سيما نقطة اللقاء التي تأسست في يناير عام 1983، والتي أصبحت أول مجموعة سياسية تؤيد سيادة هونغ كونغ الصينية علنًا.
بعد الإعلان الصيني البريطاني المشترك، بدأ أنصار الديمقراطية بتوحيد الصفوف للمطالبة بالمزيد من الديمقراطية قبل عام 1997 وبعده. في عام 1986، انضم عدد من الجماعات السياسية، والناشطين، والمهنيين، والسياسيين تحت راية اللجنة المشتركة لتعزيز الحكم الديمقراطي التي طالبت بإجراء انتخابات مباشرة للمجلس التشريعي في عام 1988 واقتراع عام سابق للرئيس التنفيذي والمجلس التشريعي بعد عام 1997، على النحو الوارد في اقتراح مجموعة الـ190. كان منافسوهم الرئيسيون في ذلك الوقت مجموعة الـ89، وهي مجموعة من نخبة رجال الأعمال والنخب المهنية المحافظة في لجنة هونغ كونغ لصياغة القانون الأساسي واللجنة الاستشارية للقانون الأساسي في هونغ كونغ. عارضوا بوجه عام الإدارة الاستعمارية البريطانية و«خضوعها» المتصور لحكومة بكين بشأن مسائل من قبيل الإصلاح الدستوري، والانتخابات المباشرة، والحقوق المدنية، ومصنع خليج دايا النووي.
حافظ مناصرو الديمقراطية على علاقة وطيدة نسبيًا مع حكومة بكين خلال ثمانينيات القرن العشرين، إذ أيد العديد من مناصري الديمقراطية السيادة الصينية في هونغ كونغ و«الدرجة العالية من الاستقلال الذاتي» على النحو المكفول في الإعلان الصيني البريطاني المشترك. ورأوا المثل الأعلى لهونغ كونغ يساعد في التحديثات الأربعة في الصين. اعتبرت سلطات بكين مناصري الديمقراطية أهدافًا للجبهة المتحدة. عينت بكين المحامي مارتن لي والمعلم زيتو واه، رئيس اتحاد المعلمين المحترفين في هونغ كونغ، وهما أيضًا أبرز اثنين من الزعماء المناصرين للديمقراطية، أعضاءً في لجنة صياغة القانون الأساسي في هونغ كونغ في عام 1985.
شارك مناصرو الديمقراطية أيضًا في السياسة الانتخابية عندما بدأ العمل بالانتخابات المباشرة على المستويات المحلية في ثمانينيات القرن العشرين، أي مجالس المقاطعات والمجلس الحضري والمجلس الإقليمي. من بين هذه المجموعات، أصبحت نقطة اللقاء المتشكلة في عام 1983، وجمعية شؤون هونغ كونغ المتشكلة في عام 1985، ورابطة الديمقراطية وسبل معيشة الشعب المتشكلة في عام 1986، المجموعات الرئيسية الثلاث المناصرة للديمقراطية، وشكلت تحالفًا استراتيجيًا في انتخابات مجالس المقاطعات في عام 1988، الذي أرسى الأساس لمساندة القاعدة الشعبية المناصرة للديمقراطية.

### احتجاجات ساحة تيانانمن والسنوات الاستعمارية الأخيرة
يعود ترسيخ دعمه العام إلى معارضة حملة تيانانمن لعام 1989 التي أثارت رعبًا وتعاطفًا ودعمًا واسع النطاق من جانب مواطني هونغ كونغ. اعتُبر مناصرو الديمقراطية، الذين شاركوا بقوة في الاحتجاجات وشكلوا تحالف هونغ كونغ لدعم الحركات الديمقراطية الوطنية في الصين، «خونةً» وتهديدًا لحكومة بكين. عُزل عضوا لجنة صياغة القانون الأساسي المناصران للديمقراطية، مارتن لي وزيتو واه، من منصبهما بعد استقالتهما احتجاجًا على القمع الدموي، ومُنع العديد من مؤيدي الديمقراطية الآخرين من دخول البر الرئيسي للصين منذ ذلك الحين. منذ عام 1989، ينظم التحالف تظاهرة سنوية على ضوء الشموع من أجل حملة 4 يونيو في حديقة فيكتوريا، هونغ كونغ، التي تجتذب الآلاف من الناس كل عام. قبل إجراء أول انتخابات مباشرة للمجلس التشريعي في عام 1991، شارك نحو 600 من الناشطين في مجال الديمقراطية في تأسيس أول حزب رئيسي مناصر للديمقراطية، وهو حزب الديمقراطيون المتحدون في هونغ كونغ.
حقق التحالف الانتخابي للديمقراطيين المتحدين في هونغ كونغ ونقطة اللقاء، إلى جانب أحزاب سياسية ومجموعات ومستقلين أصغر حجمًا، انتصارًا تاريخيًا ساحقًا في انتخابات عام 1991، وحصلا على 17 مقعدًا من مقاعد الدائرة الانتخابية الجغرافية الـ18. كثيرًا ما اعتُبِر أنصار الديمقراطية حلفاء استراتيجيين لكريس باتن، وهو آخر حاكم استعماري اقترح الإصلاح الديمقراطي التقدمي في السنوات الأخيرة قبل نقل سيادة هونغ كونغ، على الرغم من معارضة بكين القوية. أيد الديمقراطيون اقتراح باتن لانتخابات المجلس التشريعي في عام 1995. ومع ذلك، لم تتم الموافقة على التعديل الواسع النطاق للانتخابات المباشرة لإيميلي لاو نتيجة امتناع نقطة اللقاء عن التصويت لإيميلي لاو، ما تسبب بانتقادات قاسية من الديمقراطيين الراديكاليين والمتحدين. في عام 1994، اندمج الديمقراطيون المتحدون ونقطة اللقاء في الحزب الديمقراطي، الذي فاز بنصر ساحق آخر في انتخابات عام 1995، إذ فاز بما مجموعه 19 مقعدًا، متفوقا بذلك كثيرًا على الأحزاب الأخرى. إلى جانب أحزاب ديمقراطية أخرى وأفراد من بينهم إميلي لاو، ولي شيوك يان، ولونغ يو تشونغ، الذين شكلوا في ما بعد مجموعة الحدود في عام 1996، وكريستين لوه التي شكلت حزب المواطنين في عام 1997، حصل مناصرو الديمقراطية على أغلبية ضئيلة في الهيئة التشريعية خلال العامين السابقين لسنة 1997.
زعمت حكومة بكين أن الإصلاح الانتخابي الذي اقترحه باتن قد انتهك الإعلان المشترك، ومن ثم فإنها لم تعد تشعر أنها ملزمة بالوفاء بوعد «التنفيذ من خلال عملية»، وهي خطة لإبقاء الهيئة التشريعية المنتخبة في عام 1995 في عهد ما بعد تسليم السلطة إلى المنطقة الإدارية الخاصة. أُنشئ مجلس تشريعي موازٍ، وهو المجلس التشريعي المؤقت، في عام 1996 تحت سيطرة المعسكر المؤيد لبكين، وأصبح هذا المجلس هو المجلس التشريعي عند تأسيس حكومة المنطقة الإدارية الخاصة الجديدة في عام 1997، التي قاطعها مناصرو الديمقراطية باستثناء رابطة الديمقراطية وسبل معيشة الشعب، معتبرين أنها غير دستورية.

### تسليم هونغ كونغ إلى الصين واحتجاج 1 يوليو 2003
رفض جميع أعضاء المعسكر، باستثناء رابطة الديمقراطية وسبل معيشة الشعب، الانضمام إلى المجلس التشريعي المؤقت غير القانوني الذي أنشأته حكومة جمهورية الصين الشعبية، وأُبعدوا عن المجلس التشريعي للإقليم لمدة عام حتى انتخابات عام 1998. اعتبارًا من انتخابات عام 1998، انخفض عدد المقاعد في المخيم، وإن كان له نصيب مماثل من الأصوات، نظرًا إلى تغيير نظام التعددية الانتخابي إلى نظام التمثيل النسبي، الذي تضاعف مع استعادة أصوات الشركات في الدوائر الانتخابية الوظيفية، والاستعاضة عن الدوائر الانتخابية الوظيفية عريضة القاعدة بالدوائر الانتخابية التقليدية. ازدادت نسبيًا حصة الأحزاب الأصغر حجمًا والمستقلين داخل المعسكر، إذ انخفضت حصة الحزب الديمقراطي من نحو الثلثين في عام 1995 إلى أقل من النصف بحلول عام 2004.
كان معسكر مناصرة الديمقراطية هو المعارضة القوية لتشريعات الأمن الوطني ومكافحة التخريبات الواردة في المادة 23 من قانون هونغ كونغ الأساسي، وقد نجح في دعوة أكثر من 000,500 شخص إلى الاحتجاج في 1 يوليو عام 2003 ضد هذا التشريع، وهو أكبر مظاهرة منذ تسليم السلطة. حصل مناصرو الديمقراطية على الانتصارات في انتخابات مجالس المقاطعات لعام 2003 وانتخابات المجلس التشريعي لعام 2004. شهدت المجموعة المعنية بالمادة 23 التي شكلها المحامون المناصرون للديمقراطية، والتي تحولت إلى المجموعة المعنية بالمادة 45، انتخابَ أعضائها أودري يو وآلان ليونغ وروني تونغ في انتخابات عام 2004. في عام 2006، شكلت هذه المجموعة الحزب المدني ذا التوجه المهني والطبقة المتوسطة. من ناحية أخرى، تأسست المجموعة اليسارية الراديكالية «رابطة الديمقراطيين الاجتماعيين» في نفس العام على يد عضو البرلمان التروتسكي ليونغ كوك هَنغ والمذيع الراديكالي وونغ يوك مان. نتيجة لتنوع العناصر المناصرة للديمقراطية، اكتسب استخدام «عموم الديمقراطيين» شعبية، إذ كان المقصود به عادة أن يكون غير طائفي وشامل للجميع.
في انتخابات الرئيس التنفيذي في عام 2007، نجح ألان ليونغ زعيم الحزب المدني في الفوز بما يكفي من الترشيحات لتحدي الرئيس التنفيذي الحالي دونالد تسانغ، ولكنه لم يُنتخب كما كان متوقعًا بسبب سيطرة معسكر أنصار بكين على لجنة الانتخابات. بعد انتخابات المجلس التشريعي لعام 2008، اندمجت الجبهة الوطنية في الحزب الديمقراطي وانتُخبت إيميلي لاو لمنصب نائب رئيس الحزب.